# جنگ‌های بربری
جنگ‌های بربری سری درگیری‌هایی بود که در دو برهه زمانی متفاوت ولی به دلایل یکسان در اواخر قرن ۱۸ و اوایل قرن ۱۹ بین ایالات متحده آمریکا، سوئد و ایالات بربر (الجزیره، تونس و طرابلس امروزی که در آن دوران تحت سلطه امپراتوری عثمانی بودند) در شمال آفریقا رخ داد. سوئدی‌ها تا سال ۱۸۰۰ با طرابلسی‌ها درگیر بودند که در نهایت آمریکایی‌ها نیز به آن‌ها پیوستند. اختلاف طرفین بر سر دزدان دریایی بربری بود که از بازرگانان آمریکایی که به مدیترانه می‌رفتند باج می‌گرفتند. اگر کشتی‌ها از پرداخت باج سر پس می‌زدند دزدان بربر به آن حمله کرده و کالاهای آن را غارت می‌کردند و سرنشینان کشتی را می‌کشتند.
با انتخاب توماس جفرسون به عنوان رئیس جمهور آمریکا در مارس ۱۸۰۱ او از پرداخت باج خودداری کرد و ناوگان نیروی دریایی ایالات متحده آمریکا را طی جنگ اول بربری به مدیترانه فرستاد. ناوگان ایالات متحده استحکامات دزدان بربر (امروزه شامل کشورهای الجزیره، تونس و لیبی می‌شود) را بمباران کردند و در نهایت توانستند به توافقی عادلانه با سران منطقه برسند. جیمز مدیسون که بعد از جفرسون رئیس‌جمهور آمریکا شد در سال ۱۸۱۵ دومین جنگ بربر را به راه انداخت. این جنگ در فاصله کوتاهی از پیروزی ایالات متحده در جنگ ۱۸۱۲ رخ داد.